# Pueblo Nuevo Luis Echeverría
Pueblo Nuevo Luis Echeverría är en ort i Mexiko.   Den ligger i kommunen Ahome och delstaten Sinaloa, i den västra delen av landet, 1 200 km nordväst om huvudstaden Mexico City. Pueblo Nuevo Luis Echeverría ligger 19 meter över havet och antalet invånare är 648.
Terrängen runt Pueblo Nuevo Luis Echeverría är mycket platt, och sluttar söderut. Runt Pueblo Nuevo Luis Echeverría är det ganska tätbefolkat, med 83 invånare per kvadratkilometer. Närmaste större samhälle är Los Mochis, 13,8 km väster om Pueblo Nuevo Luis Echeverría. Trakten runt Pueblo Nuevo Luis Echeverría består till största delen av jordbruksmark.